# Himmelsbusch und Ebenberge
Der Himmelsbusch, auch Rommelsbusch, ist heute ein Waldgebiet auf einem Bergrücken im Stadtteil Naundorf der sächsischen Stadt Radebeul. Es liegt östlich bzw. südlich der Kottenleite sowie nördlich des Steilanstieg des Elbhangs, einem Teil der Lausitzer Verwerfung, auf der Hochfläche, die zur Lausitzer Platte gehört.

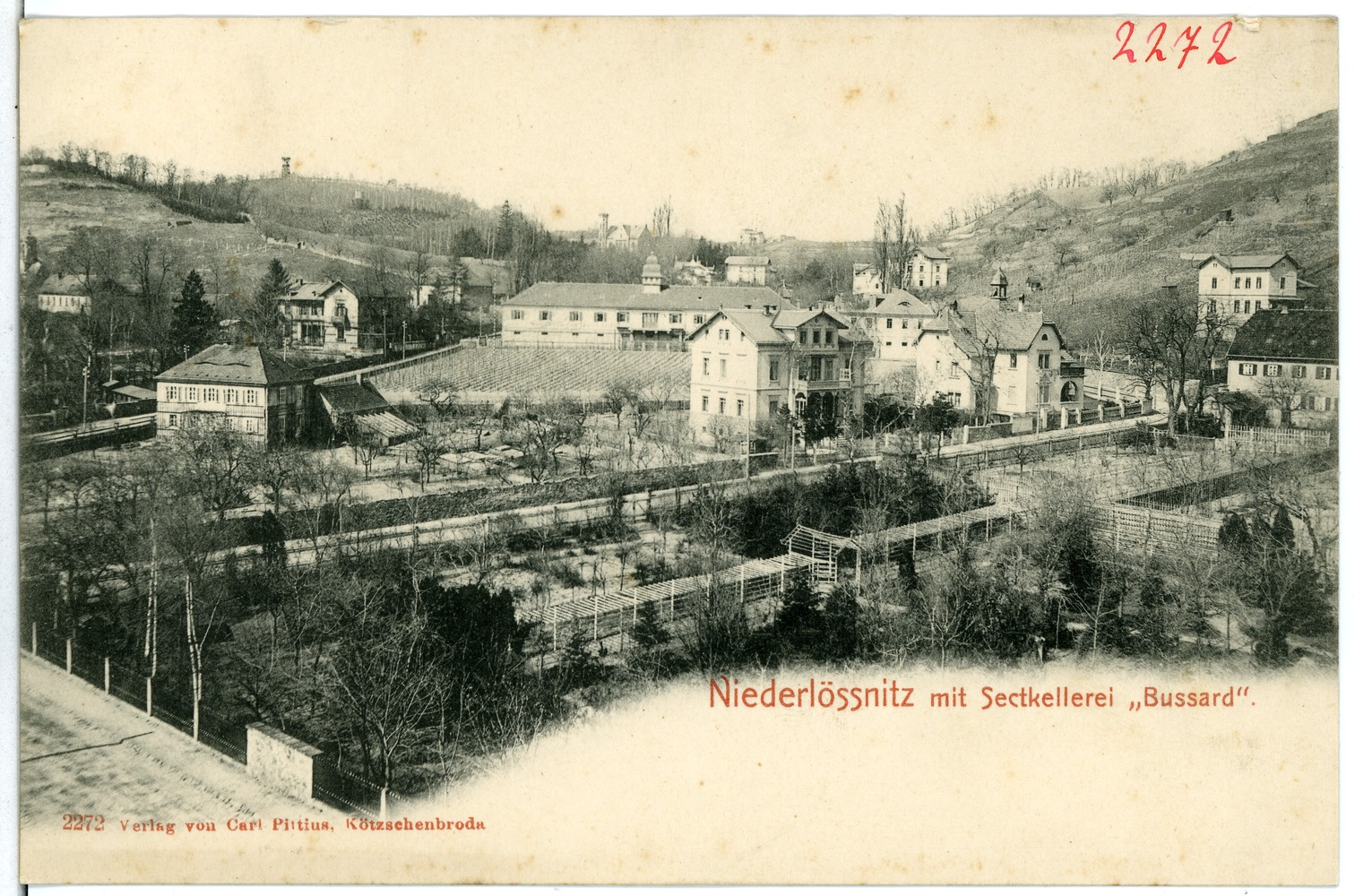
Die linke hintere Erhebung mit dem Aussichtsturm sind die Ebenberge (1902). Weiter nach links liegt der Himmelsbusch.

Der Himmelsbusch gehört zum 1974 ausgewiesenen Landschaftsschutzgebiet Lößnitz. Östlich daneben liegen die Ebenberge (204,7 m ü. NHN), auf diesen ein kleines Wohngebiet aus den 1930er Jahren mit der Adresse Auf den Ebenbergen, das über die Mohrenstraße erreicht wird. Am Rande dessen liegt an der Hangkante die Volkssternwarte Adolph Diesterweg. Zu DDR-Zeiten wurde das ganze Massiv, beginnend im Westen an der Kottenleite beziehungsweise dem Kroatengrund bis hin nach Osten an die Moritzburger Straße (Leimgrund), also einschließlich des Mohrenhaus-Anwesens mit dem ehemaligen Weinberg Die Mohrenköpfe, als Ebenberge bezeichnet. Im Norden ist das Massiv durch die Kottenleite begrenzt, im Süden durch den Steilabfall der Lausitzer Verwerfung hin zum Elbtal.

## Geologie
Während des Erdaltertums brach im Bereich des Himmelsbusches auf 500 Metern Breite flüssiges Gestein durch den vorherrschenden Syenit (zwischen der Kottenleite und den Eckbergen von Schloss Wackerbarth) und erstarrte zu Hornblendeporphyrit. Dessen Verwitterungsprodukte wurden von den ortsansässigen Winzern Rotlack genannt; sie waren eine sehr gute Grundlage für den auf diesem Flurstück bereits seit 1480 belegten Weinbau. Der gesamte Porphyritgang ist zwei Kilometer lang und zieht sich vom Rietzschkegrund bis zum Altfriedstein. Seine größte Breite jedoch erreicht er im Himmelsbusch.
Eine „weit und breit einzigartige mauerartige Gesteinsformation“ findet sich am Eingang der Kottenleite. Sie besteht aus Syenit und Porphyrit; sie ist als Naturdenkmal seit 1958 unter Schutz gestellt, als Porphyritgang im Monzonit in Radebeul-Kötzschenbroda wird das Radebeuler Naturdenkmal (MEI 066) geführt.
An der Kottenleite befindet sich mit dem Steinbruch am Himmelsbusch ein geschütztes Biotop nach dem SächsNatSchG.

## Geschichte

Auf dieser Karte von 1857 liegen oberhalb des geschlängelten Wegs der Himmelsbusch und die Ebenberge

Das ursprünglich bischöflich-Meißnische Lehen im Besitz der Dresdner Patrizierfamilie Kundige wurde von ihr 1436 zusammen mit dem Ratsanteil an Zitzschewig an den Dresdner Rat verkauft. Dieser wiederum verlehnte den Himmelsbusch an Naundorfer Bauern. Im Jahr 1548 erhielt die Gemeinde Naundorf ihn gegen 6 Groschen Jahreszins als Erbpacht. Im Flurbuch der Gemeinde Naundorf von 1801 zählte der Himmelsbusch, zusammen mit etwa 15 anderen Fluren, zur Buschflur der Gemeinde selbst. Der östlich angrenzende Weinberg Ebend, die Ebenberge, wird wie zahlreiche andere Weinberge im selben Flurbuch zwar als zur Flur gehörend aufgezählt, „im Schocksteuerkataster desselben Jahres aber als direkt nach Dresden steuernd oder unter der Jurisdiktion verschiedener anderer Gerichte stehend bezeichnet“. Dieser Ebend wurde bereits 1322 erstmals urkundlich als Kötzschenbrodaer Weinberg erwähnt.
Im Jahr 1847 wurde der größte Teil des Gebiets im Zuge der Ablösung der Feudallasten an die 39 Mitglieder der Naundorfer Altgemeinde verteilt, während ein kleinerer Teil im Gemeindebesitz verblieb.
Im Jahr 1910 wurde am Nordwesthang des Himmelbusches eine lange Zeit beliebte Winterrodelbahn gebaut. Im Jahr 1912 versuchte der Naundorfer Gemeinderat erfolglos, den Himmelsbusch zu einem Volkspark umzuwandeln. 1927 wurde auf dem Areal ein in den Berg eingelassener Hochbehälter mit 2000 Kubikmetern Fassungsvermögen zur Sicherung der Wasserversorgung errichtet.